# Ministero degli affari esteri (Bosnia ed Erzegovina)
Il ministero degli affari esteri (Bosniaco: Ministarstvo vanjskih poslova, Croato: Ministarstvo vanjskih poslova, Serbo cirillico: Министарство иностраних послова) è il dicastero del governo bosniaco che si occupa delle relazioni estere della Bosnia ed Erzegovina.

## Lista dei ministri
| Ministro             | Ministro         | Ministro                 | Partito                                           | Governo          | Mandato          | Mandato          |
| Ministro             | Ministro         | Ministro                 | Partito                                           | Governo          | Inizio           | Fine             |
| -------------------- | ---------------- | ------------------------ | ------------------------------------------------- | ---------------- | ---------------- | ---------------- |
| Affari esteri        |                  |                          |                                                   |                  |                  |                  |
|                      |                  | Jadranko Prlić (1959)    | Unione Democratica Croata di Bosnia ed Erzegovina | Silajdžić–Bosić  | 3 gennaio 1997   | 3 febbraio 1999  |
| Silajdžić–Mihajlović | 3 febbraio 1999  | Jadranko Prlić (1959)    | Unione Democratica Croata di Bosnia ed Erzegovina | 6 giugno 2000    |                  |                  |
| Tuševljak            | 6 giugno 2000    | Jadranko Prlić (1959)    | Unione Democratica Croata di Bosnia ed Erzegovina | 18 ottobre 2000  |                  |                  |
| Raguž                | 18 ottobre 2000  | Jadranko Prlić (1959)    | Unione Democratica Croata di Bosnia ed Erzegovina | 22 febbraio 2001 |                  |                  |
|                      |                  | Zlatko Lagumdžija (1955) | Partito Socialdemocratico di Bosnia ed Erzegovina | Matić            | 22 febbraio 2001 | 18 luglio 2001   |
| Lagumdžija           | 18 luglio 2001   | Zlatko Lagumdžija (1955) | Partito Socialdemocratico di Bosnia ed Erzegovina | 15 marzo 2002    |                  |                  |
| Mikerević            | 15 marzo 2002    | Zlatko Lagumdžija (1955) | Partito Socialdemocratico di Bosnia ed Erzegovina | 23 dicembre 2002 |                  |                  |
|                      |                  | Mladen Ivanić (1958)     | Partito del Progresso Democratico                 | Terzić           | 23 dicembre 2002 | 11 gennaio 2007  |
|                      |                  | Sven Alkalaj (1948)      | Partito per la Bosnia ed Erzegovina               | Špirić I         | 11 gennaio 2007  | 20 febbraio 2008 |
| Špirić II            | 20 febbraio 2008 | Sven Alkalaj (1948)      | Partito per la Bosnia ed Erzegovina               | 12 gennaio 2012  |                  |                  |
|                      |                  | Zlatko Lagumdžija (1955) | Partito Socialdemocratico di Bosnia ed Erzegovina | Bevanda          | 12 gennaio 2012  | 31 marzo 2015    |
|                      |                  | Igor Crnadak (1972)      | Partito del Progresso Democratico                 | Zvizdić          | 31 marzo 2015    | 23 dicembre 2019 |
|                      |                  | Bisera Turković (1954)   | Partito d'Azione Democratica                      | Tegeltija        | 23 dicembre 2019 | 25 gennaio 2023  |
|                      |                  | Elmedin Konaković (1974) | Popolo e Giustizia                                | Krišto           | 25 gennaio 2023  | in carica        |

Fonte: 

### Esplicative
1. ↑  Ricopre anche la carica di Presidente del Consiglio dei ministri dal 18 luglio 2001 al 15 marzo 2002.
2. 1 2  Ricopre anche la carica di Vicepresidente del Consiglio dei ministri.

### Bibliografiche
1. ↑   Bosnian ministries, etc., su rulers.org. URL consultato il 2 dicembre 2024.